# 索伊米
48°34′20″N 23°27′39″E / 48.57222°N 23.46083°E
索伊米（烏克蘭語：Сойми）是位於烏克蘭西部外喀爾巴阡州裏胡斯特區的村莊，始建於1410年，海拔高度496米，2001年人口1,068，99%居民使用烏克蘭語。